# 城彰二
城彰二（1975年6月17日—），已退役日本職業足球員，司職前鋒，前日本國家足球隊成員。

## 俱樂部生涯
1975年6月出生的城彰二在不到19岁时就加盟千叶市原，开启了自己的职业足球生涯。1997年1月，城彰二被横滨水手签下。之后的三个赛季，城彰二为球队打进56个进球。在1998年他的各类俱乐部赛事进球达到了25个。
2000年1月，城彰二收到了西甲球队華拉度列的邀约顺利加盟，他也成为首个在西甲亮相的日本球员。
球队主帅开始给日本前锋更多的机会。半个赛季下来，城彰二获得了15次联赛登场机会，这其中有11场的出场时间超过了50分钟。
但是城彰二的表现却不太出色。除了在联赛第26轮主场对皇家奥维多的比赛中完成梅开二度外，城彰二再无进球或助攻。2000年夏天，城彰二结束了西甲生涯完成了15次联赛登场908分钟打进2球。

## 國家隊生涯
出色的表现，他入选了1998年法国世界杯。不过在世界杯上，城彰二在三场比赛，他为日本国家队出战238分钟比赛，没有一粒进球。

## 外部連結
- National Football Teams
- Japan National Football Team Database
- 元サッカー日本代表FW 城彰二 official website （页面存档备份，存于）
- 日本職業足球聯賽中的城彰二 （日語）
- 城彰二 – FIFA國際賽競賽紀錄 (存檔)
- Soccer in Japan（页面存档备份，存于）, Retrieved 11 October 2005
- FootballDatabase, Retrieved 11 October 2005